# جان لوله

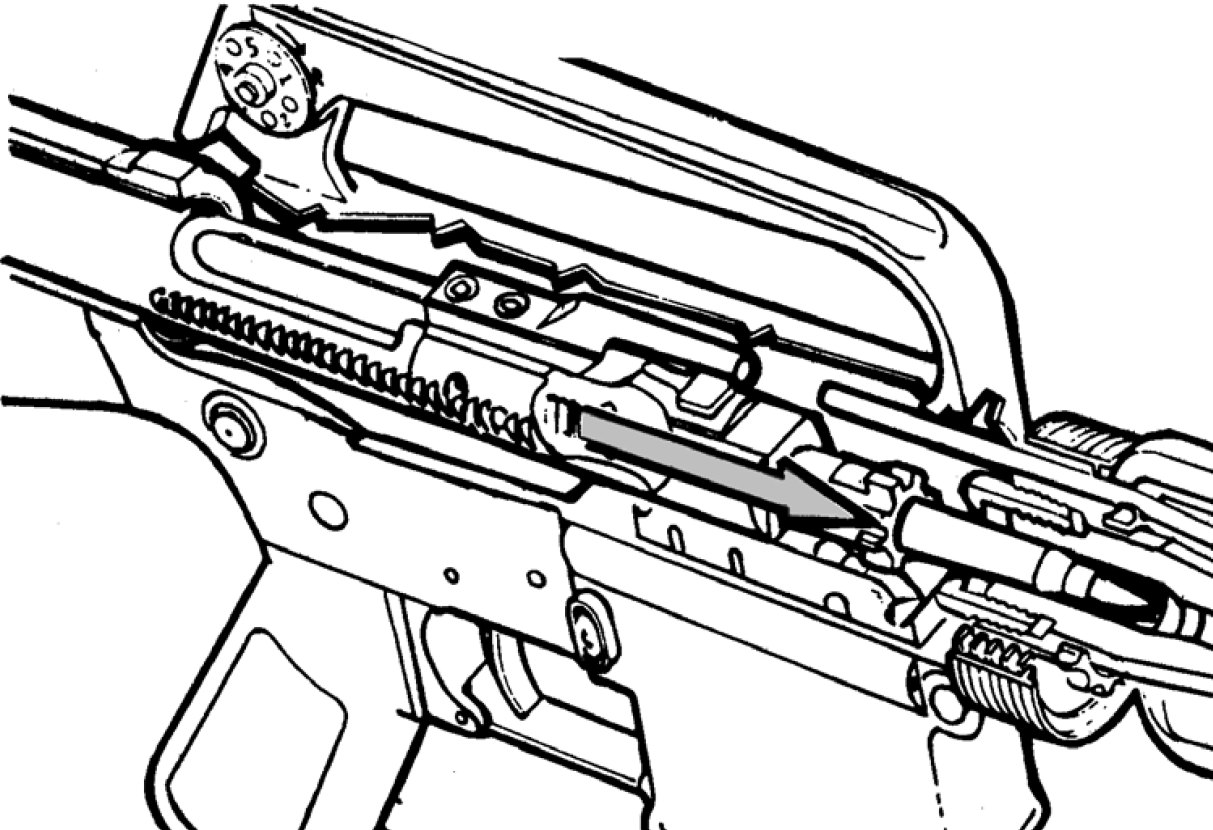
جان لوله در تفنگ ام۱۶

جان لوله فضایی در قسمت انتهایی لوله سلاح در برخی از سلاح‌های گرم است که فشنگ قبل از شلیک در آن قرار دارد. معمولاً گلنگدن در حرکت به جلو فشنگ را در جان لوله قرار می‌دهد.
وقتی فشنگ در جان لوله است اصطلاحاً می‌گویند سلاح «پُر» است یا «مسلح» است. قرارداشتن فشنگ در جان لوله بدون اینکه حمل کننده از آن مطلع باشد عامل بسیاری از قتل‌های اتفاقی با سلاح «پر» بوده‌است.